# D.T.P 레코드
D.T.P 레코드(D.T.P Record, 이하 디스터빙 더 피스)는 아일랜드 데프잼의 인수회사이다. 루다크리스와 그의 매니저 'Chaka Zulu'가 2000년에 설립했다.
2009년 릴존에 소속사인 'BME 레코드'에 있던 릴 스크래피가 이적했다.

## 소속 아티스트
- 루다크리스
- I-20
- 칭기
- 릴 스크래피
- 플래야즈 서클
- 바비 발렌티노
- 쇼나
- Lil Fate
- Field Mob
- Tity Boi
- Dolla Boy
- Shareefa
- Willy Northpole
- SkandO
- Brolic D
- Small World
- Block Xchange
- Glock